# Trafic (winkel)
Trafic is een Belgische winkelketen gespecialiseerd in de verkoop van diverse non-foodgamma’s: keukenartikelen, klein elektro, speelgoed, papierwaren, decoratie, drogisterij, dierenverzorging, mode, juwelen en cosmetica, schoenen, dvd’s, cd's en boeken en doe-het-zelfartikelen.
De keten werd in 1983 opgericht door André en Michel Marchandise en opende in 1984 zijn eerste winkel in Doornik. In 1991 telde Trafic 25 winkels maar ondertussen is het aantal gestegen tot meer dan 80.
Het zwaartepunt van de keten ligt in het Waals Gewest. In het Brussels Hoofdstedelijk Gewest is er slechts één winkel en in Vlaanderen zijn er twee. De keten gaat met vier winkels in het groothertogdom Luxemburg en zes in het noorden van Frankrijk ook internationaal.
Het bedrijf heeft zijn hoofdzetel in Florennes waar ook het distributiecentrum is gevestigd.